# Церква Покрови Пресвятої Богородиці (Покровське, Ростовська область)
Церква Покрови Пресвятої Богородиці (рос. Церковь Покрова Пресвятой Богородицы) — чинна церква Ростовської і Новочеркаській єпархії, Таганрозьке благочиння, що знаходиться у селі Покровське Неклиновского району Ростовської області. Настоятель Покровскогої церкви — протоієрей Геннадій Павлович Журкин.
Адреса: 346830, Ростовська область, Неклиновский район, село Покровське, вул. Фрунзе, 86.

## Історія
На річці Міус, поблизу Таганрога, Області Війська Донського, в 1769 запорізькими козаками та казенними селянами були засновані три слободи — Нижня (Миколаївка), Середня (Троїцька) та Верхня (Покровська).
В 1782 році у Верхній слободі була побудована дерев'яна церква, освячена на честь свята Покрови Пресвятої Богородиці, після чого ця слобода стала називатися селом Покровським. Дерев'яна церква Простояла до початку XX століття. Будівництво нового кам'яного храму почалося близько 1879 року.[2] Храм був створений на штучному насипному пагорбі в центрі села Покровське, мав традиційну для православних храмів орієнтацію поздовжньої осі в напрямку з заходу на схід. З його паперті відкривався вид на долину річки Міус. Освятили церкву в 1892 році.
Храм був побудований за одним із зразкових проектів, зібраних в альбомах відомого архітектора Костянтина Тона.[2] Вийшов дуже гарний, мав три престоли, був оточений залізною огорожею, а підйом, ведучий до дзвіниці, був вимощений каменем.
У 1930-ті роки церкву закрили, її будівлю пристосували в 1936 році під клуб. Під час Великої Вітчизняної війни в неї влучила авіабомба, зруйнувавши будівлю. На уцілілим фундаменті церкви після війни було побудовано двоповерхову будівлю, де розмістився районний комітет партії. Але ще в 1944 році в селі Покровському відновилися богослужіння, але вже на новому місці — на вулиці Фрунзе був розташований занедбаний будинок, який влада віддали парафіянам під церкву. У будинку на місці колишнього храму пізніше розмістився райком ВЛКСМ, потім — Будинок піонерів, а потім — Центр позашкільної роботи.
У 1989 році в селі заговорили про створення нового храму або на його колишньому місці, або на новому. Тільки в 1999 році голова районної адміністрації А. А. Геращенко повідомив, що колишнє місце храму і будівля ЦРЛ передаються під будівництво нового храму. У травні 2001 року настоятелем приходу був призначений священик Геннадій Журкин, і в цьому ж році з благословення архієпископа Ростовського і Новочеркаського Пантелеймона приступили до реконструкції храмового будівлі, а на його території почалося будівництво господарчого блоку, що включає трапезну, просвирню, котельню та пральню. 
Навесні 2003 року в храмі почалися богослужіння. У 2004 році на пожертвування селян була придбана нова дзвіниця, яка складається з семи дзвонів, включаючи благовіст вагою 400 кг. З цього ж року при храмі діє Недільна школа. В 2007 році над входом в будівлю була надбудована дзвіниця, а в 2009 році створено барабан для майбутнього купола. У 2011 році був виготовлений і встановлений основний купол храму, а також завершилася реконструкція будівлі. Протягом 2012-2013 років були виконані зовнішні оздоблювальні роботи.